# 10190 Suzannedodd
10190 Suzannedodd eller 1996 NC är en asteroid i huvudbältet som upptäcktes den 14 juli 1996 av NEAT vid Haleakalā-observatoriet. Den är uppkallad efter Suzanne Dodd.
Asteroiden har en diameter på ungefär 5 kilometer.